# روبرتو غونزاليس نيفيس
روبرتو غونزاليس نيفيس (بالإنجليزية: Roberto González Nieves)‏ هو كاهن كاثوليكي أمريكي، ولد في 2 يونيو 1950 في إليزابيث في الولايات المتحدة.